# Gibraltar League Cup 2013-2014
La Gibraltar League Cup 2013-2014 è stata la 1ª edizione della Gibraltar League Cup, una competizione per le squadre della Gibraltar Premier Division. A vincere questa prima edizione del torneo è stato il Lincoln Red Imps.

## Fase a gironi

### Gruppo A
| Squadra          | P.ti | G | V | N | P | GF | GS | DR |
| ---------------- | ---- | - | - | - | - | -- | -- | -- |
| Lincoln Red Imps | 7    | 3 | 2 | 1 | 0 | 8  | 2  | +6 |
| Manchester 62    | 6    | 3 | 2 | 0 | 1 | 5  | 4  | +1 |
| Europa FC        | 2    | 3 | 0 | 2 | 1 | 1  | 2  | -1 |
| Lions Gibraltar  | 1    | 3 | 0 | 1 | 2 | 2  | 8  | -6 |

| 1ª giornata      |       |                  |
| Europa FC        | 1 - 1 | Lincoln Red Imps |
| Lions Gibraltar  | 1 - 4 | Manchester 62    |
| 2ª giornata      |       |                  |
| Europa FC        | 0 - 0 | Lions Gibraltar  |
| Lincoln Red Imps | 3 - 0 | Manchester 62    |
| 3ª giornata      |       |                  |
| Lions Gibraltar  | 1 - 4 | Lincoln Red Imps |
| Europa FC        | 0 - 1 | Manchester 62    |

### Gruppo B
| Squadra           | P.ti | G | V | N | P | GF | GS | DR  |
| ----------------- | ---- | - | - | - | - | -- | -- | --- |
| Lynx              | 7    | 3 | 2 | 1 | 0 | 7  | 1  | +6  |
| St Joseph's       | 5    | 3 | 1 | 2 | 0 | 3  | 0  | +3  |
| Glacis United     | 4    | 3 | 1 | 1 | 1 | 7  | 3  | +4  |
| Gibraltar Phoenix | 0    | 3 | 0 | 0 | 3 | 0  | 13 | -13 |

| 1ª giornata       |       |                   |
| Lynx              | 4 - 0 | Gibraltar Phoenix |
| St Joseph's       | 0 - 0 | Glacis United     |
| 2ª giornata       |       |                   |
| Lynx              | 0 - 0 | St Joseph's       |
| Gibraltar Phoenix | 0 - 6 | Glacis United     |
| 3ª giornata       |       |                   |
| Lynx              | 3 - 1 | Glacis United     |
| St Joseph's       | 3 - 0 | Gibraltar Phoenix |

## Semifinali
| Squadra 1        | Risultato | Squadra 2     |
| ---------------- | --------- | ------------- |
| 1º febbraio 2014 |           |               |
| Lincoln Red Imps | 9 - 1     | St Joseph's   |
| Lynx             | 0 - 1     | Manchester 62 |

## Finale
| Gibilterra 22 febbraio 2014, ore 19:00 UTC+1 | Lincoln Red Imps | 3 – 0 referto | Manchester 62 | Victoria Stadium |